# El Iris (Menorca)
El Iris fue un periódico español editado en Ciudadela entre 1913 y 1937.

## Historia
El diario, que salió a la calle el 1 de abril de 1913, fue una publicación de ideología conservadora y ultracatólica. Algún autor ha señalado que el obispo Juan Torres y Ribas fue el fundador del diario. El Iris, que se subtitulaba como Diario Católico, fue una publicación modesta. Durante el periodo de la Segunda República mantuvo una línea editorial cercana al tradicionalismo.
Tras el estallido de la Guerra civil el diario fue incautado, en agosto de 1936, y cambió su subtítulo a Diario Antifascista. Su director, Guillermo Capó Medina, sería asesinado. El Iris continuaría editándose hasta su desaparición el 31 de julio de 1937.
En 1943 apareció en Ciudadela un semanario que recuperaba la antigua cabecera.